# Panorpa sentosa
Panorpa sentosa is een schorpioenvliegachtige uit de familie van de Schorpioenvliegen (familie) (Panorpidae). De wetenschappelijke naam van de soort is voor het eerst geldig gepubliceerd door George W. Byers in 1997.
De soort komt voor in Mexico (San Luis Potosí).